# Мануші Чхіллар
Мануші Чхіллар (гінді मानुषी छिल्लर; нар. 14 травня 1997) — індійська модель, переможниця конкурсу «Міс Світу-2017».

## Біографія
Народилася у 1997 році у місті Соніпат у штаті Хар'яна. Належить до народності джатів. Батько, доктор Мітра Басу Чхілар, вчений, служить в Організації оборонних досліджень та розвитку. Мати, доктор Неелам Чхілар, доцент і завідувач відділом нейрохімії в Інституті поведінки людини та суміжних наук.
Мануші здобула освіту у медичному коледжі. В юності навчалась індійському традиційному танцю кучипуді. Згодом вчилася у Національній школі драми в Делі.
25 червня 2017 року Чхілар взяла участь у конкурсі «Міс Індія-2017» від штату Хар'яна. Вона перемогла та отримала право представляти Індію на «Міс Світу-2017». Як міс Індії взяла участь у проекті Шакті. Метою кампанії було поширення знань про гігієну менструації. Вона відвідала близько 20 сіл для проекту та оглянула понад 5000 жінок.
18 листопада 2017 року Чхілар перемогла у конкурсі «Міс Світу-2017». Вона стала шостою індійкою, яка отримала корону найкрасивішої жінки Світу.